# NGC 7066
NGC 7066 is een spiraalvormig sterrenstelsel in het sterrenbeeld Pegasus. Het hemelobject werd op 31 augustus 1886 ontdekt door de Amerikaanse astronoom Lewis A. Swift.

## Synoniemen
- UGC 11741
- MCG 2-54-25
- ZWG 426.54
- 2ZW 130
- PGC 66747